# Walter Ernsting
Œuvres principales
- Série Perry Rhodan

Walter Ernsting, né le 13 juin 1920 à Coblence en Allemagne et mort le 15 janvier 2005  à Salzbourg en Autriche, plus connu sous le nom de Clark Darlton, est un auteur allemand de science-fiction.

## Biographie
Après ses études secondaires, Walter Ernsting fut enrôlé dans la Wehrmacht peu après le début de la Seconde Guerre mondiale. D'abord stationné en Norvège, il fut ensuite déplacé en Union soviétique où il fut fait prisonnier de guerre. Après sa libération, à partir de 1952, il travailla comme traducteur attaché à l'autorité d'occupation britannique. C'est à cette période qu'il découvrit les magazines américains de science-fiction. En 1954, il travailla aux éditions Pabel Verlag, où il collabora comme éditeur et traducteur à un gros recueil de récits utopiques, surtout écrits par des auteurs anglo-saxons. En 1981, Ernsting quitta la Bavière et l'Autriche pour l'Irlande, mais dut revenir en Autriche près de son fils, pour des raisons de santé.

## Œuvre
En 1955, Walter Ernsting publia son premier roman Ufo am Nachthimmel (Un OVNI dans le ciel de la nuit) grâce à une astuce d'édition. Comme les éditions Pabel-Verlag refusaient de publier des auteurs allemands dans leur recueil de récits utopiques, Walter Ernsting présenta son roman comme la traduction d'un auteur britannique fictif : Clark Darlton. Deux ans plus tard, son roman reçut un prix littéraire.
Walter Ernsting publia d'autres romans sous le pseudonyme de Clark Darlton, dont Raum ohne Zeit (Espace atemporel) en 1957, et une trilogie intitulée Der galaktische Krieg (La Guerre galactique) parue en 1958 et composée de Attentat auf Sol (Attentat sur la planète Sol), Zurück aus der Ewigkeit (Retour de l'éternité) et Die Galaktische Föderation (La fédération galactique). Il fut par ailleurs l'un des cofondateurs du « Club allemand de science-fiction » (Science Fiction Club Deutschland), dont il fut le président pendant plusieurs années.
En 1961, il créa en collaboration avec Karl Herbert Scheer la série de science-fiction intitulée Perry Rhodan. Scheer s'occupait de l'arrière-plan narratif, des grandes lignes de l'action, tandis qu'Ernsting choisissait les noms des personnages. Ernsting écrivit 192 numéros de Perry Rhodan, plus 26 livres de poche et 32 romans dans la série Atlan. Gucky, le mulot-castor, est une invention de Walter Ernsting et devint l'un des personnages les plus connus de la série. Avec Scheer (décédé en 1991) et Johnny Bruck (décédé en 1995), Walter Ernsting compte parmi les auteurs les plus fidèles à Perry Rhodan.
Walter Ernsting s'est officiellement retiré de la série Perry Rhodan avec la sortie du numéro 1622, mais fut toujours considéré comme un membre à part entière de l'équipe d'auteurs de la série.
L'œuvre de Walter Ernsting comprend plus de 300 romans et des douzaines de nouvelles. La plus grande partie de son œuvre concerne les nouvelles des séries qu'il écrivit sous le nom de Clark Darlton, mais il publia également sous son vrai nom.

## Publication
- Le jour où moururent les dieux - Super-Fiction no 7 (hors saga Rhodan; « à Jacques Bergier, dont les suggestions me furent si précieuses », ainsi qu'une évocation de leur rencontre à Trieste en 1963, lors du premier Festival du film de science-fiction de la ville, que présidait Bergier)

## Sources
- (de) Heiko Langhans: Clark Darlton. Der Mann, der die Zukunft brachte. Verlagsunion Pabel Moewig, Rastatt 2000,  (ISBN 3-8118-2098-2)
  - Un condensé en français de cet ouvrage figure dans l'édition Eons du roman de Walter Ernsting Le jour où moururent les dieux
- (de) Gustav R. Gaisbauer (Hrsg.): Walter Ernsting zum Gedächtnis. Erster Deutscher Fantasy Club, Passau 2005,  (ISBN 3-932621-80-8) (Fantasia; 188/189) (Sekundärliterarische Reihe / Erster Deutscher Fantasy-Club; 56)
- (de) Kurt Kobler, Joe Kutzner & Andy Schmid (mit div. weiteren Autoren-Beiträgen): Walter-Ernsting-Gedenkband „Ein Freund der Menschheit“. TCE – Paperback-Sonderausgabe im DIN A5-Format/ 180S., Dem Band beigelegt ist ein zweifach-gefaltetes DIN A3-Poster mit einem Gucky-Motiv von Swen Papenbrock ( (ernsting@terranischer-club-eden.com)  )